# Pathé Mboup
Pathé Mboup (nacido el 19 de octubre de 2003) es un futbolista senegalés que juega como delantero en el Pau FC.

## Biografía

### Inicios de carrera
Pathé Mboup nació el 19 de octubre de 2003 en Mbao, una comuna de Pikine situada en la península del Cabo Verde, en los suburbios de Dakar. Comenzó a jugar al fútbol en el club de su barrio a los 6 años, antes de unirse a la academia de la AS Dakar Sacré-Cœur tres años después. Completó toda su formación en este club. Durante la temporada 2020-2021, con solo 16 años, debutó en el equipo profesional.
El 31 de enero de 2022, Mboup firmó un contrato a corto plazo con el Standard de Lieja·. Sin embargo, seis meses después decidió rescindir su contrato a inicios del verano de 2022 debido a problemas administrativos.
En agosto de 2022, Mboup se unió al Olympique Lyonnais tras convencer durante un periodo de prueba·. Firmó un contrato de dos años. Aunque participó en la pretemporada con el grupo profesional dirigido por Laurent Blanc, fue reasignado al equipo reserva, donde destacó anotando 8 goles en 20 apariciones durante el National 2 2022-2023.

### Carrera profesional
En septiembre de 2023, Pathé Mboup fue transferido al Racing White Daring de Molenbeek, club de la Primera División de Bélgica. Al igual que Crystal Palace y Botafogo, el RWDM es un club asociado al Olympique Lyonnais, propiedad de John Textor y del Eagle Football Group. Esta transferencia no implicó indemnización, pero incluyó una cláusula de reventa del 50 % para Lyon sobre cualquier beneficio futuro. Durante este mercado estival, Mboup fue el segundo jugador de la plantilla de Lyon en trasladarse al Stade Edmond Machtens, tras Florent Sanchez.
El 28 de septiembre de 2023, debutó profesionalmente en la derrota de su equipo 2-3 contra Royale Union Saint-Gilloise. El 16 de diciembre de 2023, Mboup anotó su primer gol a este nivel y también dio una asistencia, contribuyendo a la victoria 3-0 de su equipo contra Sint-Truidense.

### Carrera internacional
Mboup también ha representado a Senegal a nivel sub-23. Formó parte de los 23 jugadores convocados por el entrenador Demba Mbaye en septiembre de 2022 para partidos amistosos contra Marruecos (3-1), como preparación para la Copa Africana de Naciones Sub-23.